# Arun Hardin
Arunkoemar (Arun) Hardin, ook geschreven als Hardien, is een Surinaams diplomaat. Sinds 2022 is hij ambassadeur in India.

## Biografie
Voorafgaand aan de verkiezingen van 2010 werkte Hardin als coördinator een de werkgroep die zich richtte op verkiezingstrainingen die de Organisatie van Amerikaanse Staten (OAS) in Suriname gegeven werd.
Op 21 april 2022 werd hij door president Chan Santokhi beëdigd tot ambassadeur voor India. Voordat hij afreisde, ging hij voor een training naar Den Haag, samen met twee andere nieuwe ambassadeurs, Wendy Paulus-Aminta (voor Cuba) en Gustaaf Samjadi (voor Venezuela). In januari 2023 ontving hij de Surinaamse delegatie onder leiding van president Chan Santokhi die staatsbezoek aan India bracht.